# Joiselle
Joiselle [žoazel] je francouzská obec v departementu Marne v regionu Grand Est. Žije zde 107 obyvatel.

## Poloha obce
Obec leží na jihozápadě departementu Marne.

### Sousední obce
| Růžice kompasu |                      | Tréfols  |            | Růžice kompasu |
| Růžice kompasu | Villeneuve-la-Lionne | Sever    | Champguyon | Růžice kompasu |
| Růžice kompasu | Villeneuve-la-Lionne | Joiselle | Champguyon | Růžice kompasu |
| Růžice kompasu | Villeneuve-la-Lionne | Jih      | Champguyon | Růžice kompasu |
| Růžice kompasu | Réveillon            | Neuvy    |            | Růžice kompasu |